# ダバオ・デ・オロ州

ダバオ・デ・オロ州の位置

ダバオ・デ・オロ州（ダバオ・デ・オロしゅう、Province of Davao de Oro、金ダバオ州）は、フィリピン南部ミンダナオ島南東部のダバオ地方北東部の州である。

## 概要
ダバオ地方（Davao Region, Region XI）に属し、旧ダバオ・デル・ノルテ州（Province of Davao del Norte）の一部であったが、1998年1月31日、州の再編によって新しくコンポステラ・バレー州が誕生した。2019年にコンポステラ・バレー州はダバオ・デ・オロ州に改名された。
面積は4667.0km2、2015年の人口は73万6107人、州都はナブントゥラン（Nabunturan）である。

## 隣接州
- 北：南アグサン州
- 東：東ダバオ州
- 南：ダバオ湾
- 西：北ダバオ州

## 産業
主要産業は農業だが、パントゥカン周辺には金鉱脈が存在し、地元経営の小規模鉱山が乱立。8,000人近くの鉱山労働者が暮らす集落となっている。鉱山周辺ではしばしば地すべり災害が頻発しており、2009年に21人が、2011には20人以上が死亡あるいは行方不明、2012年1月5日には無秩序な掘削に地震が重なり地すべりが発生。25人死亡、150人が行方不明となっている。